# Gabriel Vidal
Gabriel Vidal Nova (ur. 5 października 1969 w Palma de Mallorca) – hiszpański piłkarz występujący na pozycji pomocnika.

## Kariera klubowa
Vidal karierę rozpoczynał w 1988 roku w RCD Mallorca, grającym w Segunda División. W sezonie 1988/1989 awansował z nim do Primera División. W lidze tej zadebiutował 3 września 1989 w przegranym 0:1 meczu z Osasuną. W sezonie 1990/1991 dotarł z zespołem do finału Pucharu Króla, przegranego jednak z Atlético Madryt. W sezonie 1991/1992 spadł z nim natomiast do Segunda División. Graczem Mallorki był do 1998 roku, a w latach 1996–1998 przebywał na wypożyczeniu w CD Leganés, także grającym w Segunda División.
Następnie Vidal grał w również drugoligowym Getafe CF i jego barwy reprezentował przez dwa sezony. W kolejnych latach występował w Ciudad de Murcia (Segunda División B), Granadzie (Tercera División) oraz CD Atlético Baleares (Tercera División). W 2004 roku zakończył karierę.
W Primera División rozegrał 67 spotkań.

## Kariera reprezentacyjna
Vidal występował w reprezentacji Hiszpanii U-16, U-17, U-20 oraz U-23.
W 1992 roku był członkiem reprezentacji, która zdobyła złoty medal na letnich igrzyskach olimpijskich.